# 訃報 1984年12月
訃報 1984年12月（ふほう 1984ねん12がつ）では、1984年（昭和59年）12月中に物故した、又は物故が報じられた人物についてまとめる。

## （1日 - 15日）

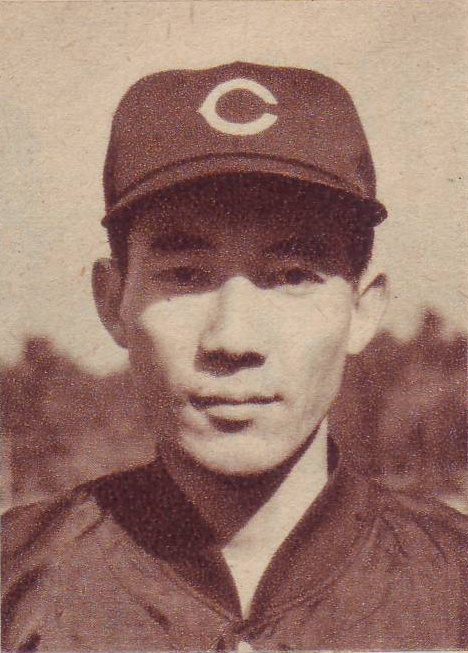
牧野茂 / 12月2日没

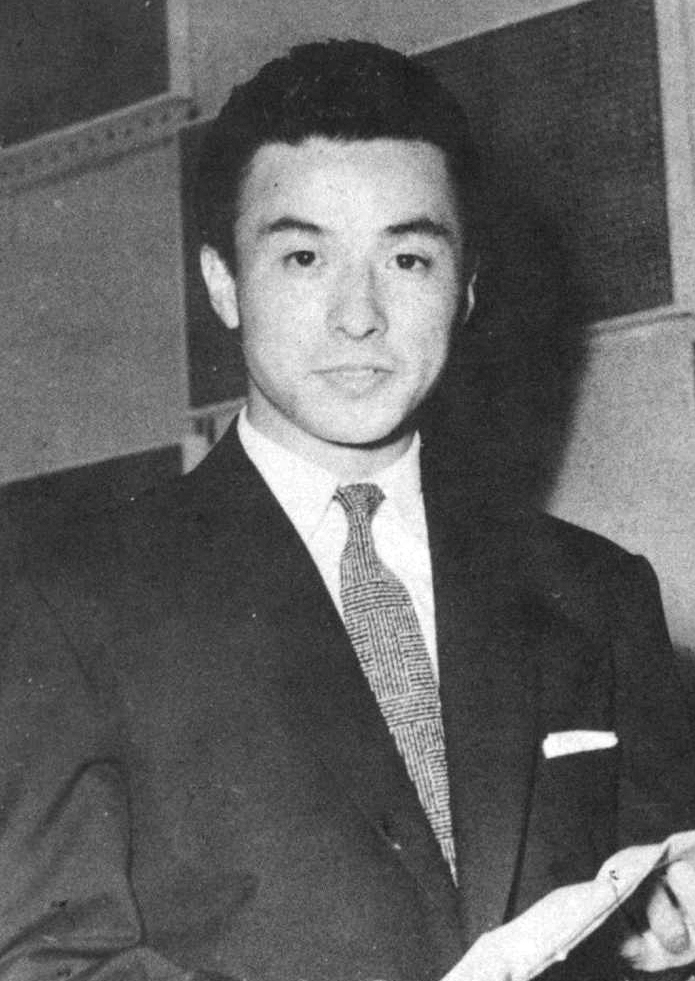
大川橋蔵 / 12月7日没

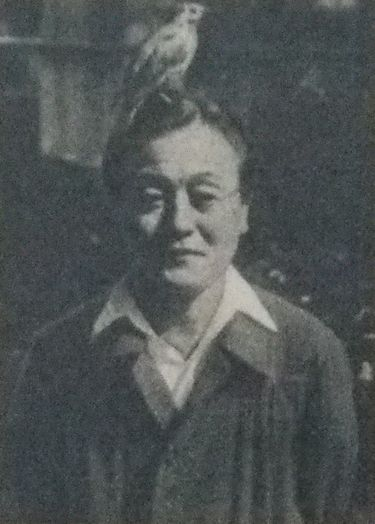
中西悟堂 / 12月11日没

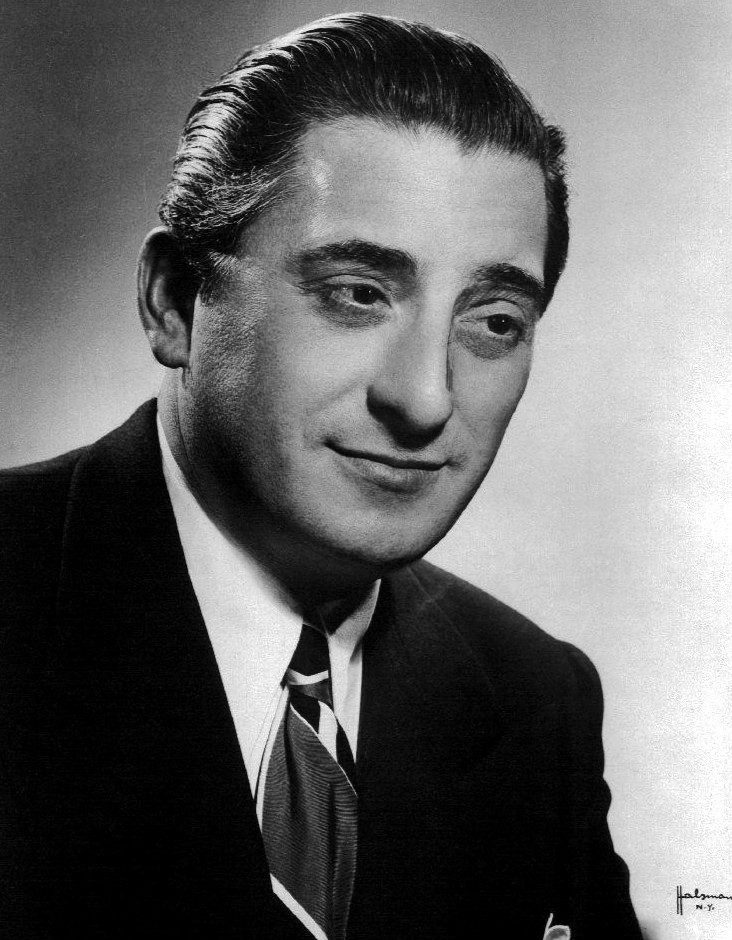
ジャン・ピアース / 12月15日没

- 12月2日 - 牧野茂、元プロ野球選手・コーチ（* 1928年）
- 12月2日 - 森谷司郎、映画監督（* 1931年）
- 12月7日 - 大川橋蔵、俳優（* 1929年）
- 12月11日 - 中西悟堂、日本野鳥の会創立者（* 1895年）
- 12月14日 - チャーリー石黒、音楽プロデューサー（* 1928年）
- 12月15日 - ジャン・ピアース、テノール歌手（* 1904年）

## （16日 - 31日）

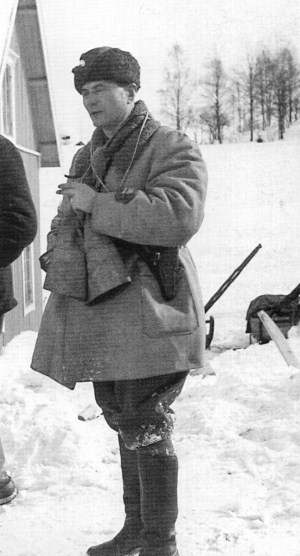
マッティ・アールニオ / 12月16日没

美濃部亮吉 / 12月24日没

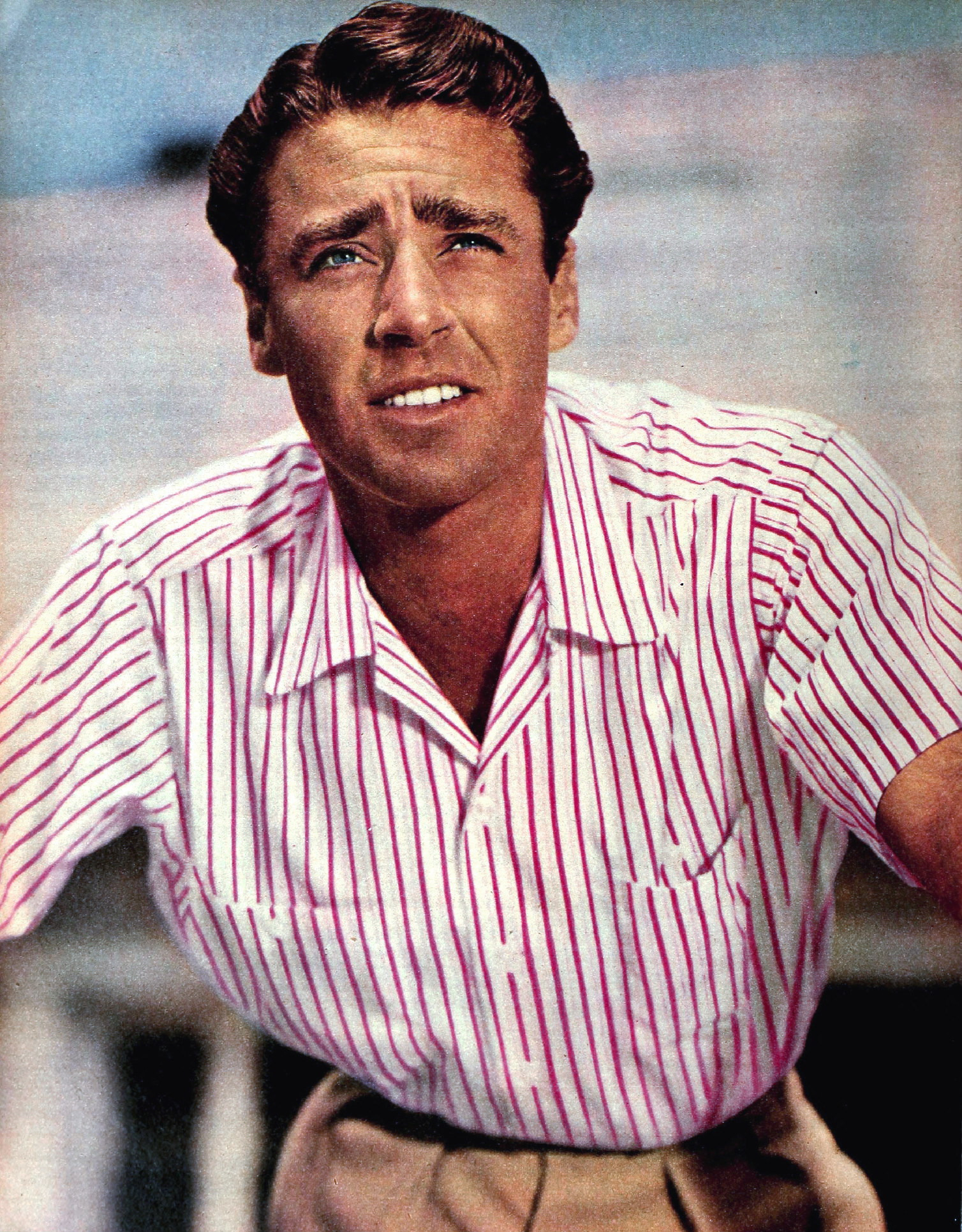
ピーター・ローフォード / 12月24日没

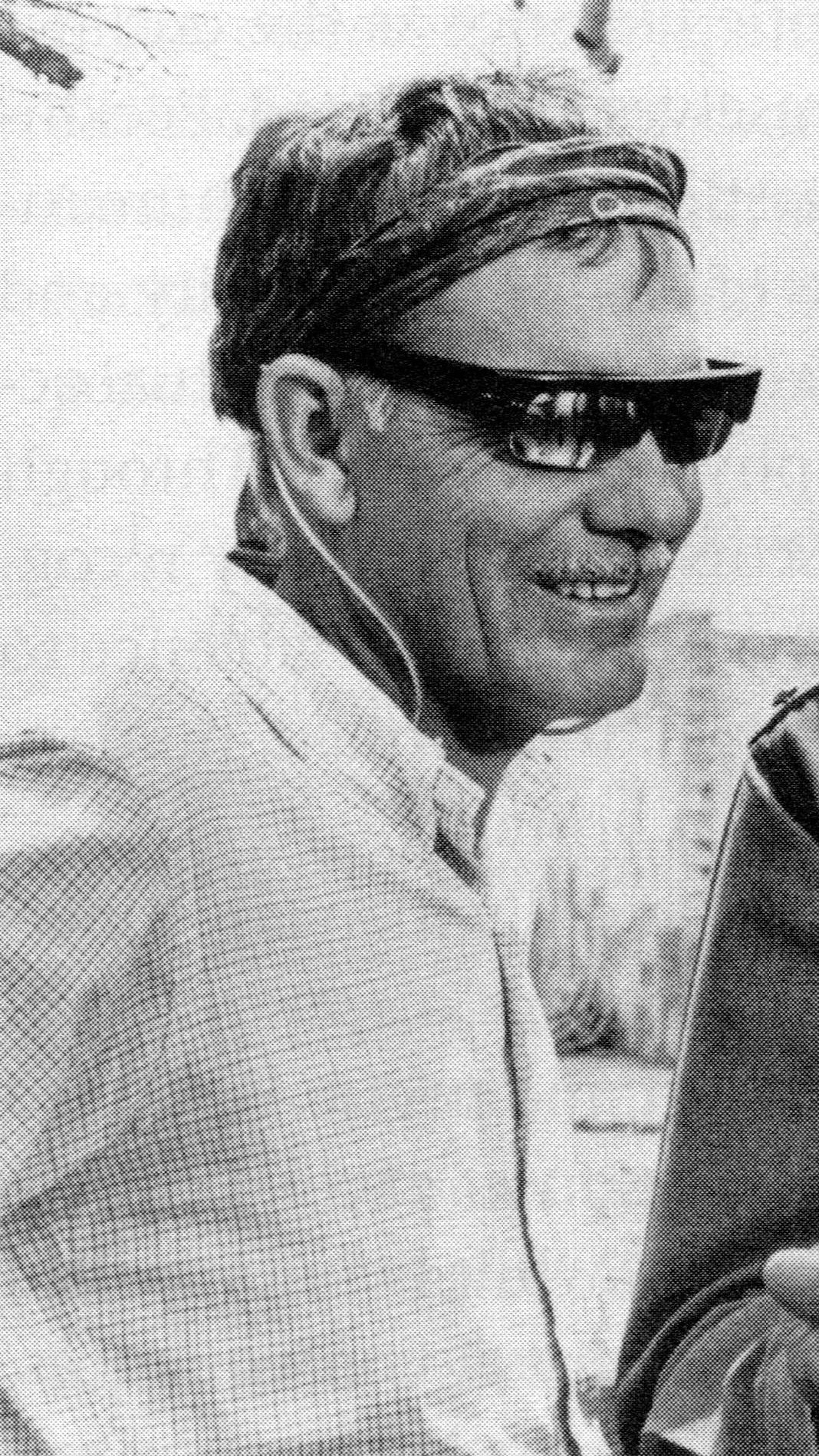
サム・ペキンパー / 12月28日没

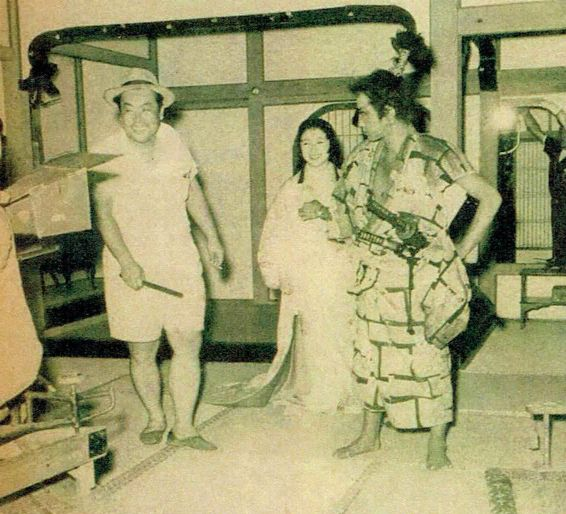
河野寿一（左） / 12月30日没

- 12月16日 - マッティ・アールニオ、軍人（* 1901年）
- 12月16日 - 新谷寅三郎、元運輸大臣・郵政大臣（* 1902年）
- 12月18日 - 竜崎勝、俳優（* 1940年）
- 12月18日  - 楠部彌弌、陶芸家（* 1897年）
- 12月20日 - 藤原審爾、小説家（* 1921年）
- 12月20日 - スタンレー・ミルグラム、心理学者（* 1933年）
- 12月24日 - 美濃部亮吉、経済学者・東京都知事・参議院議員（* 1904年）
- 12月24日 - ピーター・ローフォード、俳優（* 1923年）
- 12月28日 - 糸居五郎、ラジオパーソナリティ、元ニッポン放送アナウンサー（* 1921年）
- 12月28日 - サム・ペキンパー、映画監督（* 1925年）
- 12月30日 - 河野寿一、映画監督（* 1921年）